# 슬로바키아의 공휴일
슬로바키아의 공휴일은 다음과 같다.
| 날짜           | 공휴일 이름              | 비 고         |
| -------------- | ------------------------ | ------------- |
| 1월 1일        | 새해 첫날                |               |
| 1월 6일        | 주님 공현 대축일         |               |
| 3~4월 중(이동) | 성금요일                 |               |
| 3~4월 중(이동) | 이스터 먼데이            | 부활절 다음날 |
| 5월 1일        | 노동절                   |               |
| 5월 8일        | 유럽 전승 기념일         |               |
| 7월 5일        |                          |               |
| 8월 29일       |                          |               |
| 9월 15일       | 고통의 성모마리아 기념일 |               |
| 11월 1일       | 모든 성인 대축일         |               |
| 11월 17일      | 자유 민주주의의 날       |               |
| 12월 24일      | 크리스마스 이브          |               |
| 12월 25일      | 크리스마스               |               |
| 12월 26일      | 성 스테파노 축일         |               |